# Brian Tyree Henry
Brian Tyree Henry, né le 31 mars 1982 à Fayetteville en Caroline du Nord,,, est un acteur américain. Il est surtout connu pour son rôle de Paper Boi dans la série dramatique FX Atlanta (2016-2022), pour laquelle il a reçu une nomination aux Primetime Emmy Awards comme meilleur acteur dans une comédie.
Henry a fait sa percée cinématographique en 2018, avec des rôles principaux dans le film de braquage Les Veuves, le film dramatique romantique Si Beale Street pouvait parler et le film d'animation de super-héros Spider-Man: New Generation. En 2019, il a joué dans le thriller Don't Let Go et le film d'horreur Child's Play.
Henry est également apparu sur scène, avec des rôles principaux dans Roméo et Juliette (2007), Le Livre de Mormon (2011) et The Fortress of Solitude (2014). Pour sa performance dans Lobby Hero, il a reçu une nomination aux Tony Awards dans la catégorie meilleur acteur dans une pièce.

## Biographie

### Jeunesse
Brian Tyree Henry est né à Fayetteville, en Caroline du Nord et a grandi en partie à Washington DC. Son père était militaire et sa mère, Willow Dean Kearse, était éducatrice,. Henry a fréquenté le Morehouse College à Atlanta, en Géorgie, en tant que major des affaires, et il s'est converti en acteur au début des années 2000, et a obtenu sa maîtrise à la Yale School of Drama.

### Carrière

#### 2007-2015: Début de carrière
Henry a commencé sa carrière sur scène, avec des rôles dans de nombreuses pièces de théâtre et comédies musicales. En 2007, il a tenu le rôle de Tybalt dans Roméo et Juliette. Il est également apparu dans la trilogie de pièces de théâtre de Tarell Alvin McCraney, intitulée The Brother / Sister Plays. En 2011, il remporte un nouveau succès dans le cadre de la distribution originale de la comédie musicale Le Livre de Mormon.
Henry a fait des apparitions dans les séries télévisées New York, police judiciaire, The Good Wife et Boardwalk Empire. Il a fait ses débuts au cinéma dans le film de comédie Des Portoricains à Paris.

#### 2016-présent: Percée

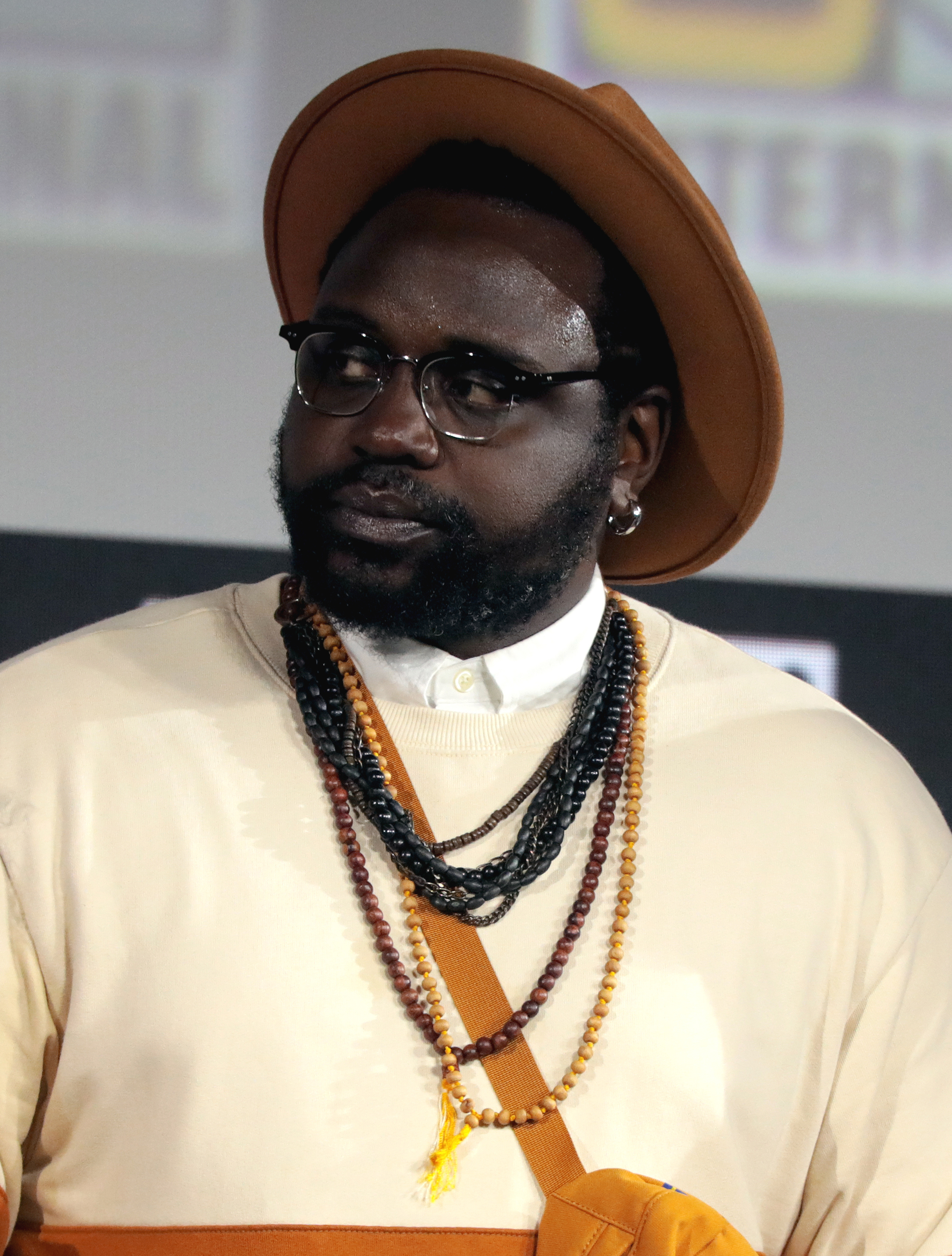
L'acteur au Comic Con de San Diego en 2019 pour la promotion des Éternels.

En 2016, Henry a reçu les éloges de la critique et la reconnaissance pour son rôle principal en tant qu'Alfred Paper Boi Miles dans la série de comédie dramatique FX Atlanta. Il a reçu une nomination pour le Primetime Emmy Award du meilleur acteur dans une comédie. De 2016 à 2017, il est apparu sous le nom de Tavis Brown dans la série comique HBO Vice Principals. En 2017, il a tenu le rôle de Ricky dans la série dramatique NBC This is Us, pour laquelle il a reçu une nomination pour le Primetime Emmy Award du meilleur acteur invité dans une série dramatique.
En 2018, il a joué à Broadway dans Lobby Hero, ce qui lui a valu une nomination pour le Tony Award du meilleur acteur en vedette dans une pièce.
Toujours en 2018, Henry a fait sa percée cinématographique, avec des rôles principaux dans le thriller dystopique Hotel Artemis, le film de braquage Les Veuves, le film dramatique romantique Si Beale Street pouvait parler et le film d'animation de super-héros Spider-Man: New Generation.
En 2019, il a joué dans les thrillers psychologiques Joker et Don't Let Go ainsi que dans le film d'horreur Child's Play, ce dernier étant un remake du film de 1988.
En 2020, il incarne Phastos dans le 25e long métrage de l'Univers cinématographique Marvel, Les Éternels, qui, par ailleurs, est le premier super-héros gay de cet univers.

## Vie privée
La mère de Henry, Willow Deane Kearse, est décédée début 2016. L'épisode d'Atlanta, intitulé Woods, est dédié à cette dernière.

## Filmographie

### Cinéma
- 2015 : Des Portoricains à Paris (Puerto Ricans in Paris) d'Ian Edelman : Spencer
- 2017 : Manhattan Stories (Person to Person) de Dustin Guy Defa : Mike
- 2017 : Crown Heights de Matt Ruskin : Massup
- 2018 : Si Beale Street pouvait parler (If Beale Street Could Talk) de Barry Jenkins : Daniel Carty
- 2018 : Hotel Artemis de Drew Pearce : Honolulu
- 2018 : Les Veuves (Widows) de Steve McQueen : Jamal Manning
- 2018 : Spider-Man : New Generation (Spider-Man : Into the Spider-Verse) de Peter Ramsey, Bob Persichetti et Rodney Rothman : Jefferson Davis (voix)
- 2018 : Mon âme sœur (Irreplaceable You) de Stephanie Laing : Benji
- 2018 : Family  de Laura Steinel : Pete
- 2018 : Undercover : Une histoire vraie (White Boy Rick) de Yann Demange : Officier Mel "Roach" Jackson
- 2019 : Joker de Todd Phillips : Carl
- 2019 : Child's Play : La Poupée du mal (Child's Play) de Lars Klevberg : Détective Mike Norris
- 2019 : Don't Let Go de Jacob Aaron Estes : Garret Radcliff
- 2020 : Superintelligence de Ben Falcone : Dennis Caruso
- 2020 : The Outside Story de Casimir Nozkowski : Charles Young
- 2021 : La Femme à la fenêtre (The Woman in the Window) de Joe Wright : Détective Little
- 2021 : Godzilla vs Kong d'Adam Wingard : Bernie Hayes
- 2021 : Les Éternels (Eternals) de Chloé Zhao : Phastos
- 2021 : Vivo de Kirk DeMicco et Brandon Jeffords : Dancarino (voix)
- 2022 : Bullet Train de David Leitch : Lemon
- 2022 : Causeway de Lila Neugebaue : James
- 2024 : Godzilla x Kong: The New Empire d'Adam Wingard : Bernie Hayes
- 2024 : Transformers : Le Commencement de Josh Cooley : Megatron (voix)
- 2025 : Golden de Michel Gondry (film annulé en 2025)

### Télévision

#### Séries télévisées
- 2009 : New York, police judiciaire (Law and Order) : Ben
- 2010 : The Good Wife : Randall Simmons
- 2013 : Boardwalk Empire : Winston aka Scrapper
- 2014 : The Knick : Larkin
- 2016 - 2017 : Vice Principals : Dascius Brown
- 2016 - 2022 : Atlanta : Alfred "Paper Boi" Miles
- 2017 : This Is Us : Ricky
- 2017 : Murder (How to Get Away with Murder) : Un avocat
- 2018 : Drunk History : Berry Gordy
- 2018 : BoJack Horseman : Cooper Wallace, Jr. / Strib (voix)
- 2018 : Room 104 : Arnold
- 2021 : HouseBroken : Armando
- 2023 : FBI Promotion 2009 (Class of '09) : Tayo Michaels
- 2025 : Dope Thief (mini-série) : Raymond "Ray" Driscoll

## Distinctions

### Récompenses
- Oklahoma Film Critics Circle Awards 2018 : meilleur acteur de l'année pour Spider-Man : New Generation, pour Les Veuves et pour Si Beale Street pouvait parler
- Austin Film Critics Association Awards 2019 : meilleur espoir de l'année pour Spider-Man : New Generation, pour Les Veuves et pour Si Beale Street pouvait parler
- African-American Film Critics Association Awards 2023 : meilleur acteur dans un second rôle pour Causeway
- Black Reel Awards 2023 : meilleur acteur dans un second rôle pour Causeway

### Nominations
- Boston Society of Film Critics Awards 2018 : meilleur acteur dans un second rôle pour Si Beale Street pouvait parler
- Austin Film Critics Association Awards 2019 : meilleur acteur dans un second rôle pour Si Beale Street pouvait parler
- Black Reel Awards 2019 : 
  - meilleur acteur dans un second rôle pour Si Beale Street pouvait parler
  - meilleur espoir
  - meilleure performance vocale dans un film d'animation pour Spider-Man : New Generation
- National Society of Film Critics Awards 2019 : meilleur acteur dans un second rôle dans un film d'animation pour Spider-Man : New Generation], pour Les Veuves et pour Si Beale Street pouvait parler
- Chicago Film Critics Association Awards 2022 : meilleur acteur dans un second rôle pour Causeway
- 2022 : Dallas-Fort Worth Film Critics Association Awards 2022 : meilleur acteur dans un second rôle pour Causeway
- Gotham Independent Film Awards 2022 : meilleur acteur dans un second rôle pour Causeway
- Greater Western New York Film Critics Association Awards 2022 : meilleur acteur dans un second rôle pour Causeway
- Las Vegas Film Critics Society Awards 2022 : meilleur acteur dans un second rôle pour Causeway
- Los Angeles Film Critics Association Awards 2022 : Meilleur acteur dans un second rôle pour Causeway
- Online Association of Female Film Critics Awards 2022 : meilleur acteur dans un second rôle pour Causeway
- Sunset Film Circle Awards 2022 : meilleur acteur dans un second rôle pour Causeway
- UK Film Critics Association Awards 2022 : acteur de l'année dans un second rôle pour Causeway
- EDA Awards 2023 : meilleur acteur dans un second rôle pour Causeway
- Austin Film Critics Association Awards 2023 : meilleur acteur dans un second rôle pour Causeway
- Critics' Choice Movie Awards 2023 : Meilleur acteur dans un second rôle pour Causeway
- Film Independent Spirit Awards 2023 : meilleur acteur dans un second rôle pour Causeway
- Georgia Film Critics Association Awards 2023 : meilleur acteur dans un second rôle pour Causeway
- Girls on Film Awards 2023 : meilleure distribution pour Causeway partagé avec Jennifer Lawrence, Linda Emond et Jayne Houdyshell.
- Gold Derby Awards 2023 : meilleur acteur dans un second rôle pour Causeway
- Hollywood Critics Association Awards 2023 : meilleur acteur dans un second rôle pour Causeway
- International Online Cinema Awards 2023 : meilleur acteur dans un second rôle pour Causeway
- London Critics Circle Film Awards 2023 : acteur de l'année dans un second rôle pour Causeway
- Minnesota Film Critics Alliance Awards 2023 : meilleur acteur dans un second rôle pour Causeway
- Music City Film Critics' Association Awards 2023 : meilleur acteur dans un second rôle pour Causeway
- National Society of Film Critics Awards 2023 : meilleur acteur dans un second rôle pour Causeway
- Oscars 2023 : Meilleur acteur dans un second rôle pour Causeway
- San Diego Film Critics Society Awards 2023 : 
  - meilleur acteur dans un second rôle dans pour Causeway
  - meilleure performance comique pour Bullet Train
- Seattle Film Critics Society Awards 2023 : meilleur acteur dans un second rôle dans pour Causeway

## Voix francophones
En version française, Brian Tyree Henry est dans un premier temps doublé par Omar Yami dans The Good Wife, Frantz Confiac dans Atlanta, Günther Germain dans Undercover : Une histoire vraie, Nicolas Justamon dans This Is Us et Christophe Peyroux dans Room 104.  
À partir de la fin des années 2010, Daniel Njo Lobé devient sa voix régulière, le doublant dans Hotel Artemis, Child's Play, Joker, La Femme à la fenêtre ou encore Les Éternels. Parallèlement, Namakan Koné le double dans  Les Veuves et FBI Promotion 2009 tandis que Baptiste Marc le double dans Godzilla vs Kong, Bullet Train et Godzilla x Kong : Le Nouvel Empire.